# Cyklopropan
Cyklopropan je cykloalkan se sumárním vzorcem C3H6, sestávající ze tří atomů uhlíku vázaných vzájemně do podoby kruhu, přičemž na každý z těchto atomů jsou navázány dva atomy vodíku. Cyklopropan a propen (propylen) mají stejný sumární vzorec, ale jinou strukturu, jde tedy o strukturní izomery.
Chemické vazby mezi uhlíkovými atomy jsou podstatně slabší než v typické vazbě uhlík-uhlík, což poskytuje cyklopropanu reaktivitu podobnou nebo větší než u alkenů. Bayerova teorie pnutí vysvětluje proč: úhlové napětí z úhlu 60° mezi atomy uhlíku (menšího než je normální úhel 109,5° pro vazby mezi atomy s hybridizovanými orbitaly sp3) snižuje vazebnou energii uhlík-uhlík ve sloučenině a tuto tak činí reaktivnější než jiné cykloalkany, například cyklohexan nebo cyklopentan. Molekula má také torzní napětí díky zákrytově uspořádané konformaci atomů vodíku. To je částečně stabilizováno určitým pí-charakterem ve vazbách uhlík-uhlík, jak je zřejmé z popisu Walshova orbitalu, přičemž se to modeluje jako tricentricky vázané orbitalové kombinace karbenů. Vazby v cyklopropanu lze popisovat i pomocí Bentových vazeb.
Nejmenší polycyklické sloučeniny obsahují několik spojených cyklopropanových kruhů. Tetraedran obsahuje čtyři spojené cyklopropanové kruhy, které tvoří stěny čtyřstěnu (tetraedru). 1.1.1-propelan obsahuje tři kruhy, které sdílejí jedinou centrální vazbu uhlík-uhlík.
Cyklopropan je inhalační anestetikum. V moderní anestetické praxi byl nahrazen jinými látkami, protože je za běžných podmínek extrémně reaktivní: při jeho smíšení s kyslíkem je značné riziko výbuchu.